# Liselott Linsenhoff
Liselott Linsenhoff (Frankfurt am Main, 27 de agosto de 1927 - Juan-les-Pins, 4 de agosto de 1999) foi uma adestradora alemã, campeã olímpica. 

## Carreira
Liselott Linsenhoff representou seu país nos Jogos Olímpicos de 1956, 1968 e 1972, na qual conquistou a medalha de ouro no adestramento individual, em 1972 